# THE CUT
『THE CUT』（ザ カット）は、Base Ball Bearの3枚目のミニアルバム。

## 解説
前作『バンドBのベスト』から約4か月ぶり、ミニアルバムとしては『初恋』から約11か月ぶりのリリース。
ジャケットの写真は、金太郎飴本店により制作された金太郎飴である。
初回限定盤は、EPレコードサイズ・特製紙ジャケット仕様。また、フォトブック、ポストカード、ポスターが封入され、更に「"恋する"ステッカー」が全3パターンからランダムで封入されている。
2013年4月に、Base Ball Bearの所属するEMIミュージック・ジャパンがユニバーサルミュージックによって吸収合併する形で経営統合したため、今作よりリリース上の名義とCDなどへの表記がEMIミュージック・ジャパンから「EMI Records Japan」に変更される(CDパッケージにはEMIマークとUMJマークを併記するようになる)。
オリコンチャートの2013年7月8日付週間CDアルバムランキングでは8,994枚を売り上げ18位にランクインした。

## 収録曲

### CD
| 全作詞・作曲: 小出祐介、全編曲: Base Ball Bear。 |                                                                |          |            |      |
| #                                                | タイトル                                                       | 作詞     | 作曲・編曲 | 時間 |
| 1.                                               | 「The Cut -feat. RHYMESTER-」(作詞: 小出祐介・Mummy-D・宇多丸) | 小出祐介 | 小出祐介   | 5:12 |
| 2.                                               | 「ストレンジダンサー」                                         | 小出祐介 | 小出祐介   | 4:17 |
| 3.                                               | 「恋する感覚 -feat. 花澤香菜」                                 | 小出祐介 | 小出祐介   | 4:49 |
| 合計時間:                                        | 合計時間:                                                      | 14:18    |            |      |

### 初回限定盤DVD
1. 64-Minute Live Track From “バンドBのゆくえツアー”
  - 2013年春のライブツアー「バンドBのゆくえツアー」（2013/4/25 赤坂BLITZ & 4/28 札幌CUBE GARDEN）の音源を収録。

| #   | タイトル                 | 作詞 | 作曲・編曲 |
| --- | ------------------------ | ---- | ---------- |
| 1.  | 「CRAZY FOR YOUの季節」  |      |            |
| 2.  | 「GIRL FRIEND」          |      |            |
| 3.  | 「17才」                 |      |            |
| 4.  | 「Tabibito In The Dark」 |      |            |
| 5.  | 「kimino-me」            |      |            |
| 6.  | 「抱きしめたい」         |      |            |
| 7.  | 「真夏の条件」           |      |            |
| 8.  | 「yoakemae」             |      |            |
| 9.  | 「若者のゆくえ」         |      |            |
| 10. | 「祭りのあと」           |      |            |

### 楽曲について
1. The Cut -feat. RHYMESTER-
  - ゲストボーカルとしてRHYMESTERが参加。
  - PV内では、関根がローズ指板のフェンダー・プレシジョンベースを弾いている。
  - リリース当初はRHYESTERとの共演時のみ演奏していたが、3人体制以降小出がラップ部分も歌うようになり、以後多くのライブで演奏されるようになった。
  - 5thアルバム『二十九歳』、ベストアルバム『増補改訂完全版「バンドBのベスト」』、RHYMESTERのコンピレーション・アルバム『ベストバウト 2 RHYMESTER Featuring Works 2006-2018』収録
    - 『二十九歳』にはアルバムバージョンでの収録となっている。
2. ストレンジダンサー
  - リリースからしばらくライブ披露はなかったが、2016年から2017年にかけてのツアー「バンドBのすべて」では直前の投票企画「君の目」で10位になったことをきっかけにツアー大部分の公演で披露された。その際サポートギターの弓木英梨乃によるイントロアレンジが行われた。
3. 恋する感覚 -feat. 花澤香菜-
  - ゲストボーカルとして声優の花澤香菜が参加。関根とのツインボーカルとなっている。
  - 2017年6月から2018年2月にかけての『Tour「光源」』では、サポートギターの弓木英梨乃と関根のツインボーカルで披露された。
  - リリース以降花澤香菜を交えてのライブ披露はなかったが、2022年5月15日に開催された「日比谷ノンフィクションⅨ」にて花澤香菜がゲスト出演し、同曲にてコラボ。9年越しのライブ初共演を果たした。[2]